# Геринг, Яков Германович
Я́ков Ге́рманович Ге́ринг (29 февраля 1932, Люксембург, Грузинская ССР, СССР — 21 ноября 1984, Москва, СССР) — советский хозяйственный деятель, зоотехник, организатор сельскохозяйственного производства в Казахской ССР.
Кандидат сельскохозяйственных наук (1971), Герой Социалистического Труда (1966), лауреат премии Совета Министров СССР (1978).

## Биография
Родился 29 февраля 1932 года в селении Люксембург (с 1944 года — город Болниси), Грузия.
Немец по национальности. Вырос в этом селении, основанном еще в XIX веке немцами, переселенцами из Швабии. Здесь пошёл в школу, но учился не долго. В 1938 году органами НКВД был арестован его отец и репрессированы другие родственники.
В 1941 году остатки некогда большой семьи были насильственно депортированы советскими властями в Казахстан.
Окончил в 1963 году Алтайский сельскохозяйственный институт.
В 1956-1959 годах работал зоотехником колхоза «30 лет Казахской ССР» Успенского района Павлодарской области. В 1959 году стал председателем этого колхоза, под его руководством колхоз в 1961 году стал опытно-показательным хозяйством.
Избирался депутатом Верховного Совета СССР 9-го созыва (1974—1979) и Верховного Совета Казахской ССР 10-го созыва (1980—1985).
Жил и работал в селе Константиновка. В 1984 году перенёс тяжелую операцию. 21 ноября 1984 года Яков Германович Геринг скончался в Москве, в гостинице «Россия», похоронен на кладбище села Константиновка.

## Награды
- Указом Президиума Верховного Совета СССР от 22 марта 1966 года за достигнутые успехи в развитии животноводства, увеличении производства и заготовок мяса, молока, яиц, шерсти и другой продукции Герингу Якову Германовичу присвоено звание Героя Социалистического Труда с вручением ордена Ленина и золотой медали «Серп и Молот».
- Награждён двумя орденами Ленина (1966, 1981), орденами Октябрьской Революции (1976) и Трудового Красного Знамени (1971), медалями.